# Krönel

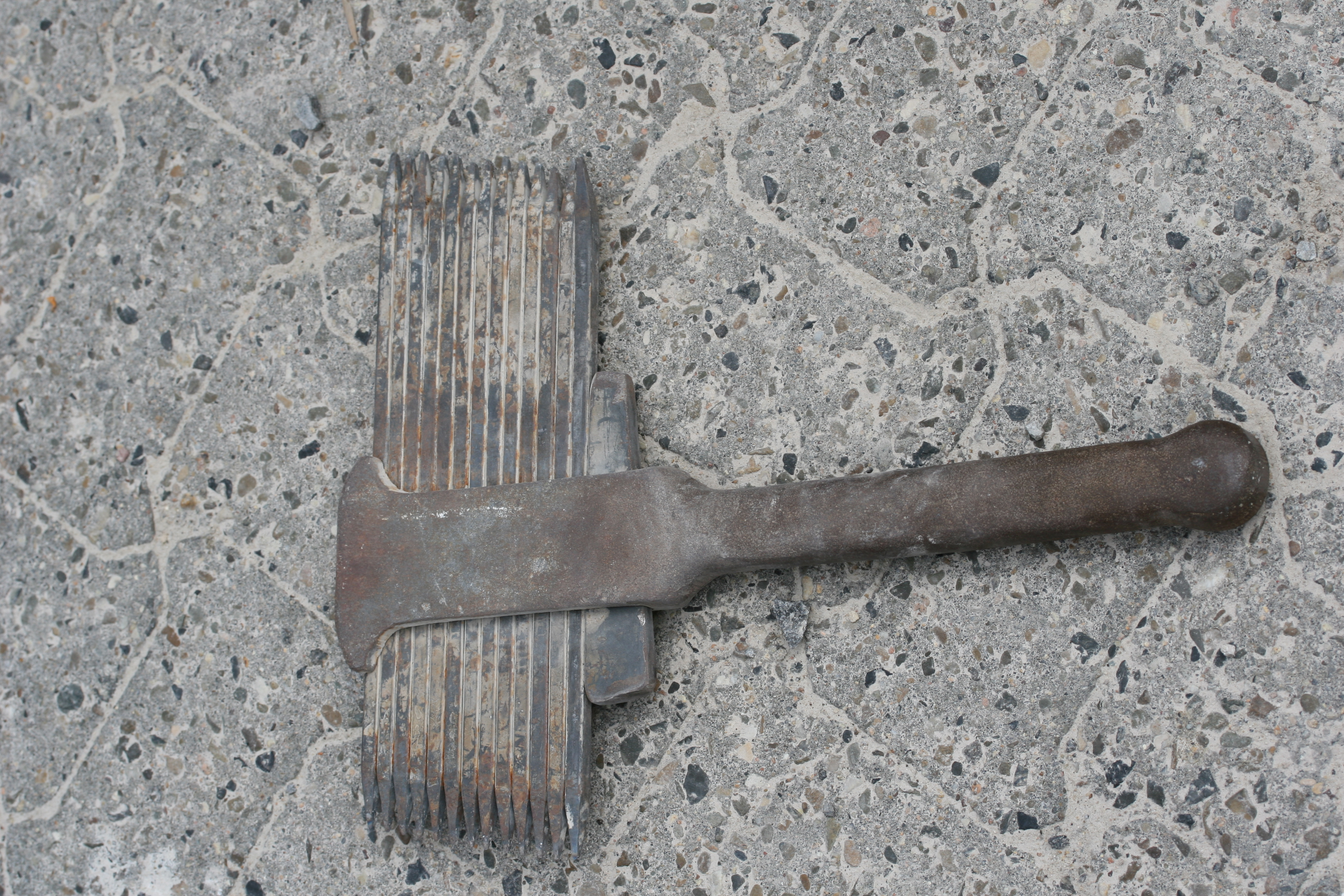
Der Krönel ist ein Werkzeug zur Bearbeitung weichen Gesteins

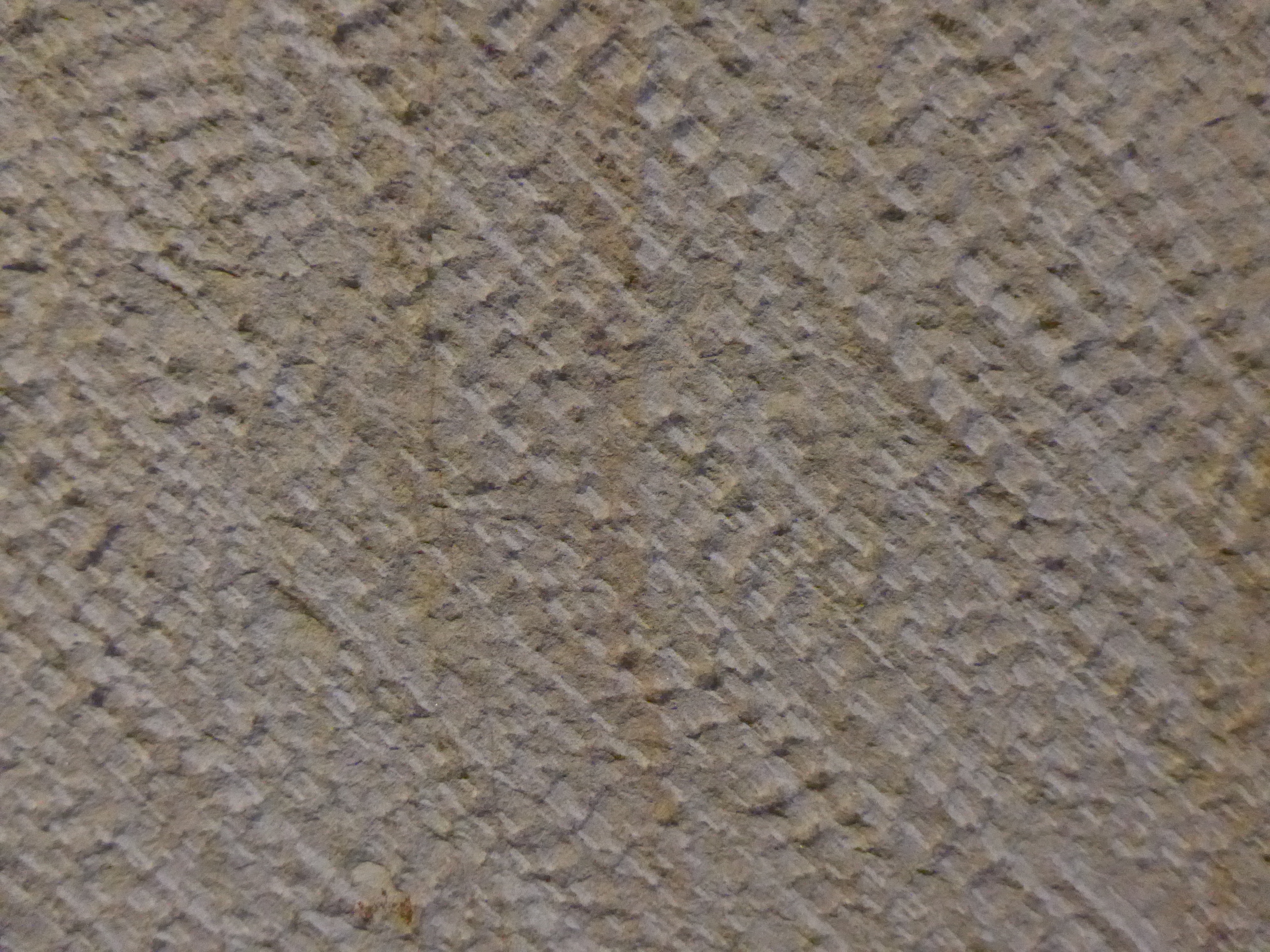
Mit dem Krönel bearbeitete Fläche

Der Krönel (auch Kröndel oder Spitzer) ist ein Steinbearbeitungswerkzeug, das Steinmetzen zum Strukturieren und Einebnen von Oberflächen aus Weichgestein einsetzen.

## Werkzeugeinsatz
Das Werkzeug besteht aus Werkzeugstahl und wird beidhändig geführt. Der Griff hat am oberen Ende eine Öffnung, die Flasche genannt wird und in die bis zu 15 beidseitigwirkende stählerne Werkzeugspitzen eingesetzt und mit einem Eisenkeil verspannt werden.
Mit den Werkzeugspitzen werden durch Aufschlagen auf die Steinoberfläche Unebenheiten egalisiert und es entsteht eine gepunktete Oberflächenstruktur, die entweder weiter handwerklich bearbeitet wird oder als Endbearbeitung dient. Der Krönel wird vornehmlich in der Sandsteinbearbeitung eingesetzt.
Eine Besonderheit dieses Werkzeugs kommt aus Sachsen. Die Sachsen setzen jede zweite Werkzeugspitze zurück, erzeugen damit bei der Oberflächenbearbeitung eine spezielle Steinoberfläche und nennen diese Technik nicht kröneln, sondern "rasaunern". Des Weiteren setzen sie auch anders geformte Einsätze in die sog. Flasche ein, die keine Spitzen, sondern Schneiden haben. Damit wird die Effektivität bei der Flächenabarbeitung erheblich erhöht.

Wappen von Hosten

Der Krönel lässt sich entsprechend historischer Quellen ab dem späten 17. Jahrhundert nachweisen. Der Ulmer Münsterbaumeister Karl Friederich belegt dies anhand von Steinwappen, wobei ein Wappen die Jahreszahl 1694 zeigt. Ein Krönel ist zudem im Wappen von Hosten (Eifelkreis Bitburg-Prüm) zu finden.

## Ähnliche Werkzeuge
- Fäustel
- Spitzeisen
- Hundezahn

## Berufe
- Steinmetz
- Steinbildhauer

## Weitere Themen
- Oberflächen von Naturwerkstein